# Desa Sawangan (administrativ by i Indonesien, Jawa Tengah, lat -7,59, long 108,99)
Desa Sawangan är en administrativ by i Indonesien.   Den ligger i provinsen Jawa Tengah, i den västra delen av landet, 280 km sydost om huvudstaden Jakarta.